# Dominik Nowak
Dominik Nowak (ur. 21 maja 1980 w Krakowie) – polski aktor teatralny i filmowy.

## Życiorys
W 2005 ukończył studia na PWST w Krakowie. 15 grudnia 2002 miał miejsce jego debiut teatralny. W 2016 roku został Dyrektorem Naczelny i Artystycznym Nowego Teatru im. Witkacego w Słupsku. Występował w następujących teatrach:
- Teatr Avant w Krakowie (2002–2005)
- Teatr Sceny Fundacji Starego Teatru (2005)
- Stary Teatr im. Heleny Modrzejewskiej w Krakowie (2005)
- Krakowski Teatr Scena STU (2006)
- Teatr Ludowy w Krakowie (2006)
- Teatr Nowy w Krakowie (2004, 2007-2011)
- Teatr im. Stefana Żeromskiego (od 2011)

## Filmografia
- 2001: Komedia (etiuda szkolna) – widz
- 2002: 1982 (etiuda szkolna) – Jurek
- 2004: Katatonia – Piotrek Wilkos
- 2004: Karol, który został świętym – oficer Wehrmachtu
- 2005: M jak miłość – posłaniec (odc. 375, 385)
- 2005: Egzamin z życia – chłopak (odc. 20-21, 23, 25)
- 2006: Wielkie ucieczki – sprzedawca (odc. pt. Lot 747)
- 2006: Pope John Paul II – Polak
- 2006: Na cz@tach – Darek
- 2006: Kryminalni – Kubuś (odc. 54)
- 2006: Góra góry (spektakl telewizyjny) – Jurek
- 2006:  Fałszerze – powrót Sfory – diler (odc. 12)
- 2007: Katastrofy górnicze – górnik (odc. pt. Ostatnia szychta)
- 2008: Wydział zabójstw – Wojciech Dulęba (odc. 30)
- 2008: Trzeci oficer – żul (odc. 9)
- 2008: Gra o Nobla – członek jury
- 2009: Ogródek (etiuda szkolna) – ogrodnik
- 2010: Samo życie – właściciel firmy PeTe
- 2011: Czas honoru – żołnierz (odc. 48)
- 2012: Julia (serial telewizyjny) – policjant (odc. 99, 137)
- 2012: Przyjaciółki (serial telewizyjny 2012) – konserwator (odc. 8)
- 2013: M jak miłość – sąsiad Zbigniewa Nosonia (odc. 1034)
- 2013: Heavy Metal (film) – pracownik techniczny
- 2014: M jak miłość – taksówkarz (odc. 1062)
- 2014: Lekarze (serial telewizyjny) – pacjent (odc. 44)
- 2014: Facet (nie)potrzebny od zaraz – mężczyzna w za małym kostiumie
- 2014: Dżej Dżej – młody ochroniarz Ludwik Obierka
- 2015: Prawo Agaty – menel (odc. 85)
- 2015: M jak miłość
  - mężczyzna (odc. 1138)
  - kierowca (odc. 1171)
- 2016: Fikcyjne pulpety (etiuda szkolna) – kucharz
- 2017: Druga szansa (polski serial telewizyjny) – oświetlacz (odc. 4-5)
- 2019: M jak miłość – policjant (odc. 1423)
- 2019: Pierwsza miłość – Gruby, wierzyciel Jacka Marskiego

## Teatr Telewizji
W 2006 zagrał rolę Jurka w spektaklu „Góra góry”.

## Nagrody i odznaczenia
- II nagroda za rolę męską na Ogólnopolskim Konkursie na Inscenizację Utworów Stanisława Wyspiańskiego w Krakowie (2007)
- Nagroda Specjalna Jury na I Łódzkim Festiwalu Monodramu MONOwManu (2010)
- III nagroda przyznana na 9. Ogólnopolskim Przeglądzie Monodramu Współczesnego w Warszawie (2011)